# Kailua
Kailua je území určené ke sčítání lidu v okresu Honolulu County ve státě Havaj ve Spojených státech amerických. Nachází se na ostrově Oahu necelých 20 kilometrů severovýchodně od největšího města Havaje Honolulu.
K roku 2020 zde žilo 40 514 obyvatel. S celkovou rozlohou 27 km² byla hustota zalidnění 2 013 obyvatel na km².  Město se nachází na pobřeží Tichého oceánu, díky čemuž nabízí několik kilometrů dlouhý plážový resort. V havajštině slovo Kailua znamená dvě moře či dva proudy.